# 塞尔苏斯图书馆

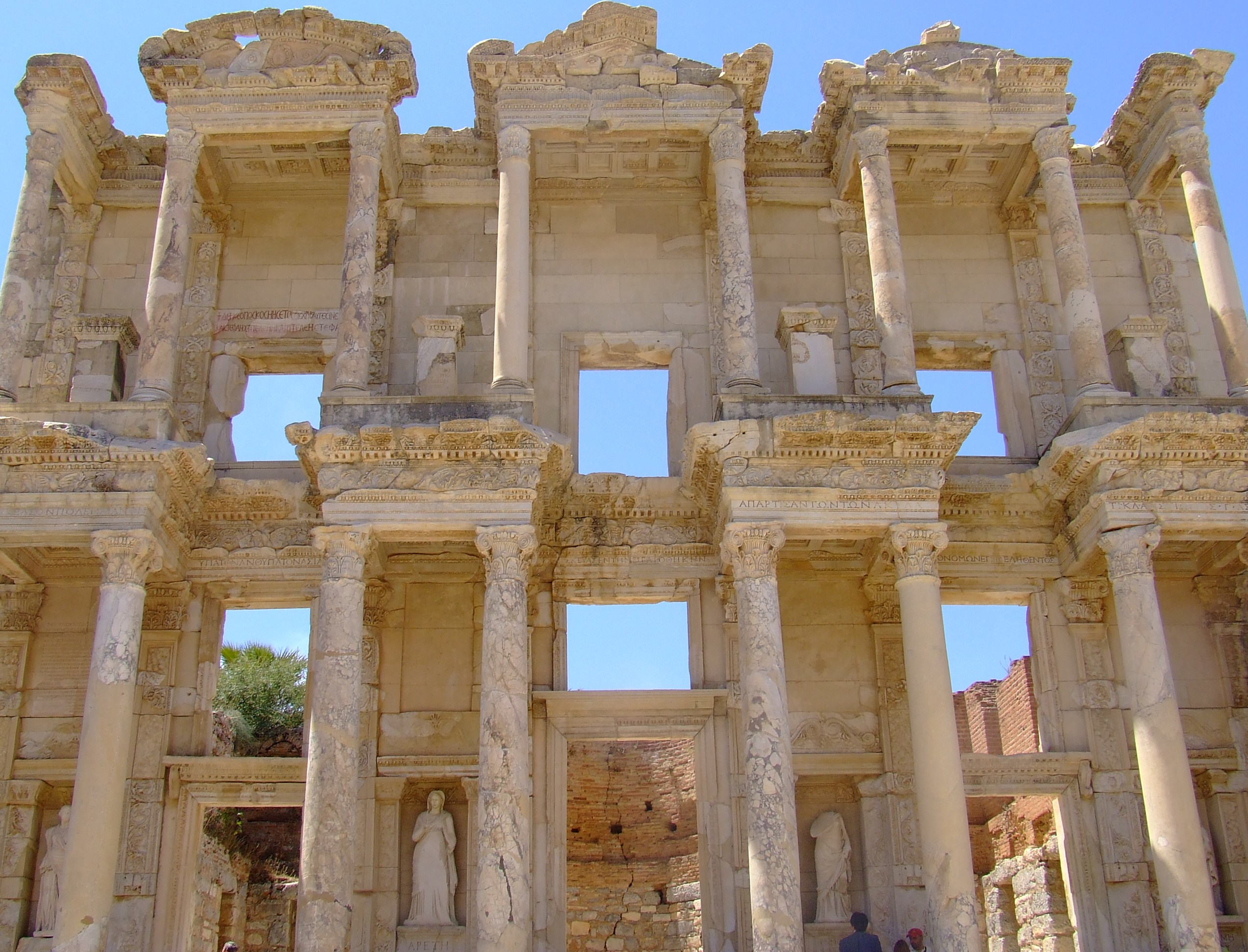
立面

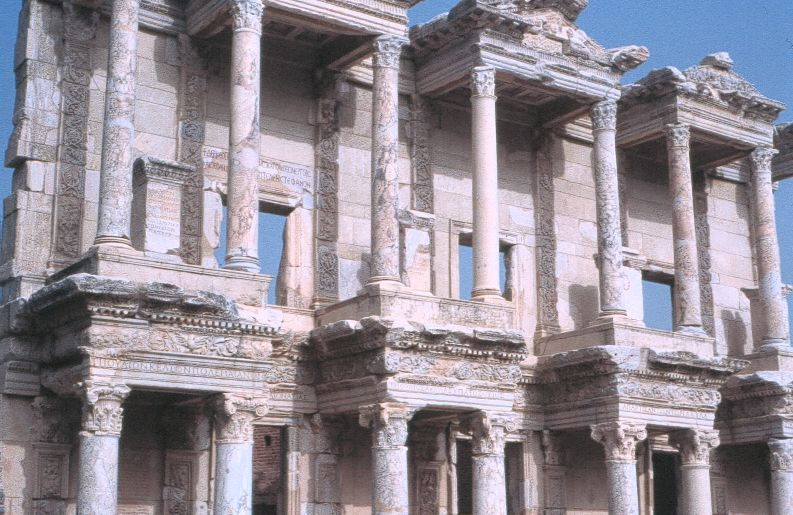
立面

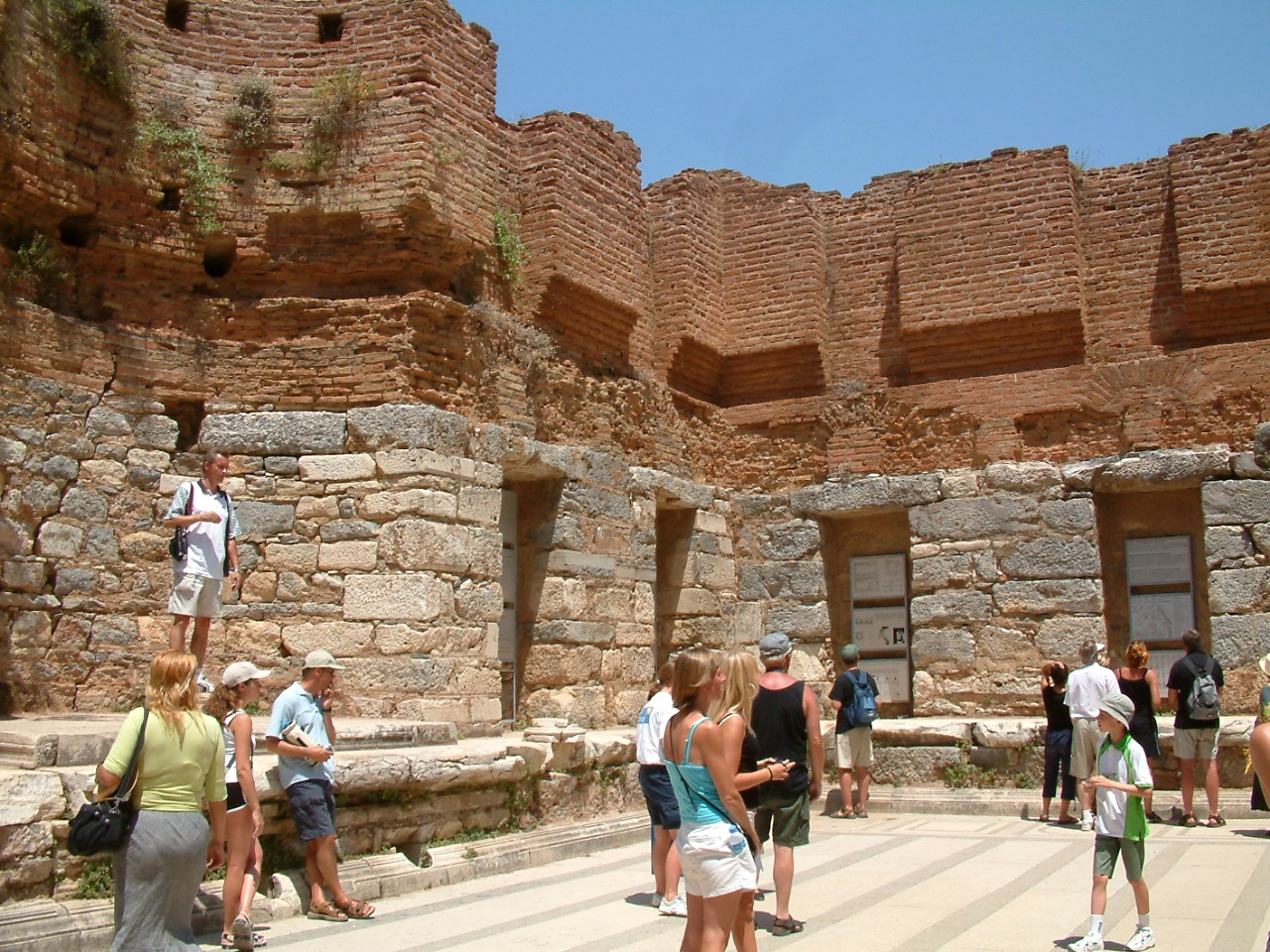
内部

塞尔苏斯图书馆（希臘語：Βιβλιοθήκη του Κέλσου）是一座位於今土耳其西部伊兹密尔省塞尔丘克附近，即安納托利亞以弗所的古羅馬建築。這座建築物於公元110年代由羅馬共和國的執政官提比留斯·尤利烏斯·阿奎拉·波萊米安努斯（Tiberius Julius Aquila Polemaeanus）委託建造，作為他父親提比留斯·尤利烏斯·塞爾蘇斯·波萊米安努斯的紀念碑，後者曾是亞細亞的前资深执政官。這座圖書館在羅馬皇帝哈德良統治時期完成，大約是在阿奎拉去世後的某時期落成。
塞爾蘇斯圖書館被認為是一個建築奇蹟，是羅馬帝國內僅存的希臘-羅馬世界古代圖書館建築的代表性案例。是僅次於亚历山大图书馆和別加摩斯圖書館的第三大圖書館，據信曾收藏大約12,000卷書籍。其中塞爾蘇斯則被埋葬在圖書館下方一個裝飾著大理石石棺的墓穴。內部面積約為180平方公尺（2,000平方英尺）。
圖書館內部在公元262年的一次火災中被摧毀，該火災可能是由地震或哥特戰爭引起的。 外立面則於10或11世紀的地震中倒塌。數個世紀以來，它一直是一片廢墟，直到1970年至1978年期間，考古學家透過原物归位重新建立了立面。

## 历史
些索斯圖書館是現存为数不多的古罗马图书馆之一，證明公共图书馆不但兴建于罗马城，而且可見于全罗马帝国，其建築風格古罗马公共建筑的黄金典范。其前立面已被重建，这个大规模的修复工程方法相對忠於原來結構。些索斯圖書館可能是帝国其他地方未能保存下来图书馆的样本，因为其他罗马城市也有可能收藏文献，以使学生以及旅行的罗马人受益。这种图书馆可能也收藏当地文献，如果它们没有在罗马征服期间被毁。圣奥尔本斯和切姆斯福德就拥有这种罗马图书馆。
该大厦是一个大厅，根据维特鲁威的建议，面向东方，以充分利用早晨的光线。该图书馆建在一个平台上，前方有9级与整个建筑同宽的台阶，通向三个入口。中央的入口大于侧翼的两个入口，每个入口上方都以窗户进行装饰。入口两侧是四对立在基座上的爱奥尼柱。一列科林斯柱直接立在第一列柱子上方，增加了建筑物的高度。第二层的柱子划分出窗户，如同第一层的柱子划分出门，也设有壁龛以安放雕像。据认为有可能存在第三列柱子，但今天只有两列柱子。 
该建筑的其他侧面在建筑上无关重要，因为图书馆的两侧都是建筑物。
建筑的内部没有完全恢复，是一个长方形的房间，宽17米，长11米，在半圓形後殿里有一尊塞尔苏斯或智慧女神雅典娜的雕像，一个拱形室的正下方为塞尔苏斯的墓。其他三面是长方形的凹槽，设有书柜和书架，存放12,000卷书。据说塞尔苏斯留下了25000迪纳厄斯的遗产以支付图书馆的阅读材料。
到达第二层和第三层的一组楼梯修入了墙体，为建筑增加了支撑，也有类似的壁龛存放书籍。天花板是平坦的，有可能中心是一个方形天窗，以提供更多的光线。
该图书馆的风格，连同华丽，平衡，计划周密的立面，反映了古希腊对罗马建筑的影响。建筑材料包括砖，混凝土，意味2世纪左右新材料在罗马帝国得到使用。
该建筑的立面描绘在2001-2005年2000万土耳其里拉纸币和2005-2009年20新里拉纸币的反面。

## 参考文献

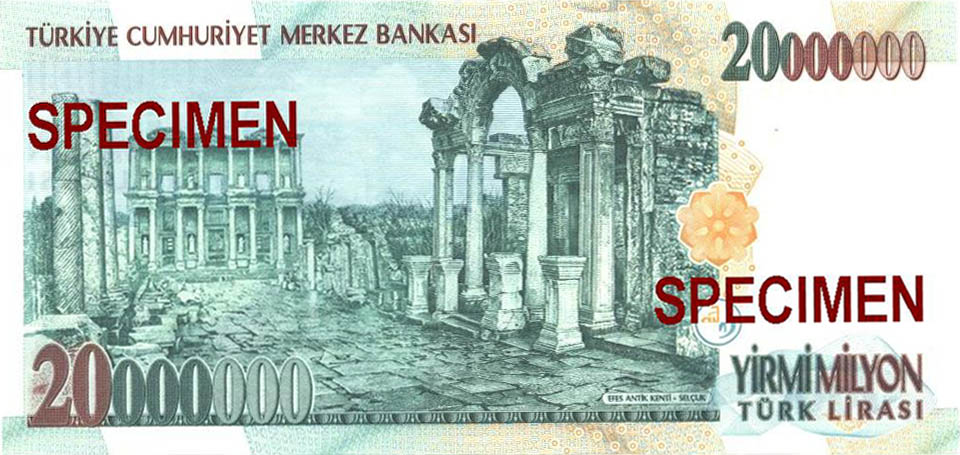
土耳其里拉上的塞尔苏斯图书馆